# Klaksvík

Stadtplan von Klaksvík (Norden ist links)

Klaksvík [ˈklakːsvʊik] (älterer Name Klakksvík, davor Vágur oder í Vági; dänisch Klaksvig) ist die zweitgrößte Stadt der Färöer und Zentrum der so genannten Nordinseln. Sie hat eine Fläche von 113 Quadratkilometern.
Es ist der wichtigste Standort der Fischereiindustrie auf den Färöern und liegt an einem der besten natürlichen Häfen des Landes.
Die Kommune Klaksvík wurde 1908 gegründet und umfasst heute außer Klaksvík selbst auch die Orte Ánirnar, Árnafjørður, Húsar, Mikladalur, Norðoyri, Svínoy, Syðradalur und Trøllanes. Zusammen hatten sie 2011 genau 4817 Einwohner bei einer Bevölkerungsdichte von 43 Einwohnern pro Quadratkilometer.

## Geographie und Name
Klaksvík liegt auf der Insel Borðoy, der größten der färöischen Nordinseln. Die Stadt befindet sich in einem Tal am Ende eines kleinen Fjordes zwischen den Bergen Myrkjanoyrarfjall (689 m), Háafjall (647 m), Hálgafelli (503 m) und dem Klakkur (414 m), dem die Stadt den Namen verdankt. Klakkur heißt überstehende Klippe, Bergkuppe; und vík heißt Bucht.
Einen Bewohner nennt man Klaksvíkingur (Plural: Klaksvíkingar).

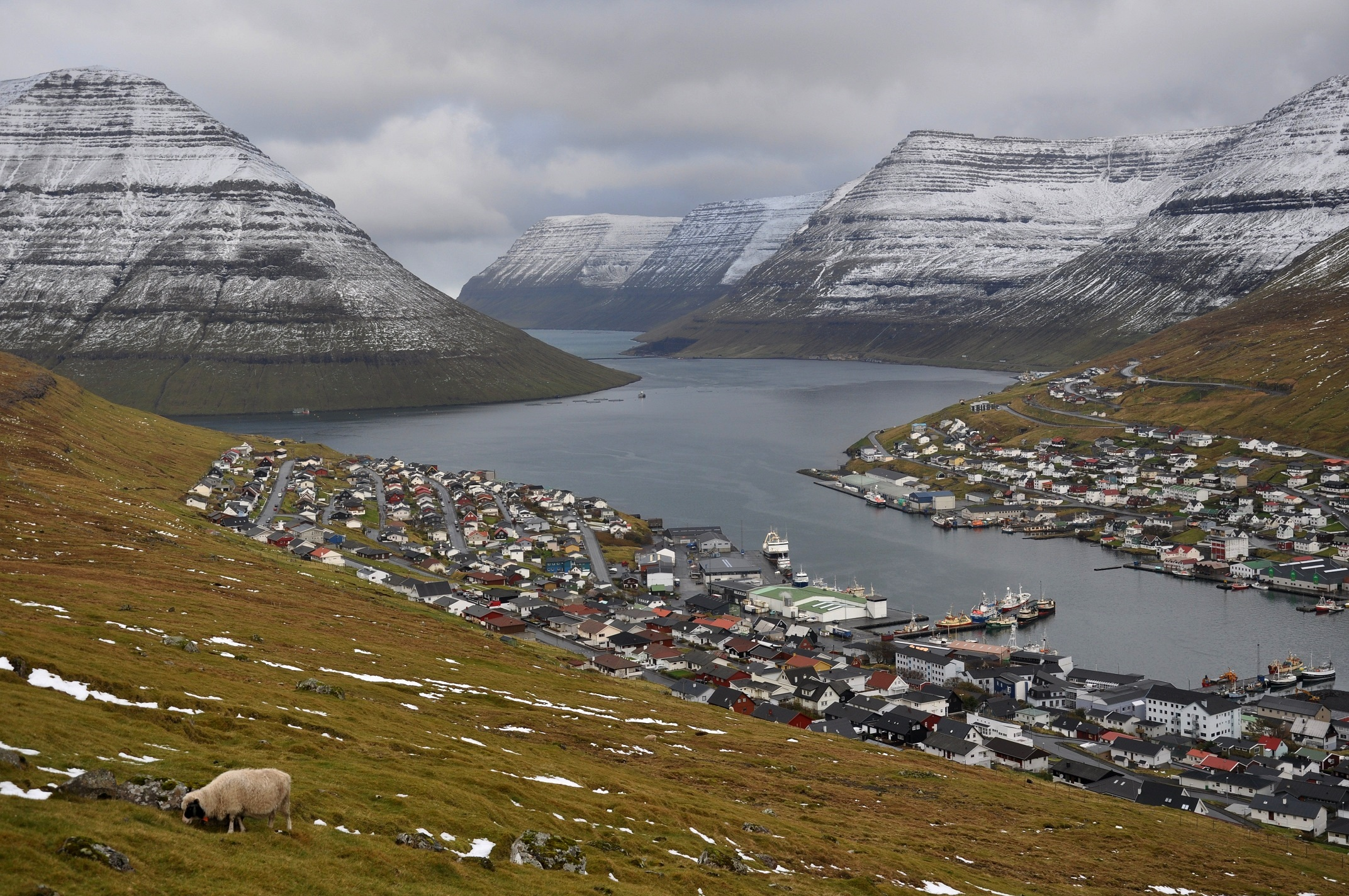
Blick auf den Haraldssund und die Insel Kunoy (links)
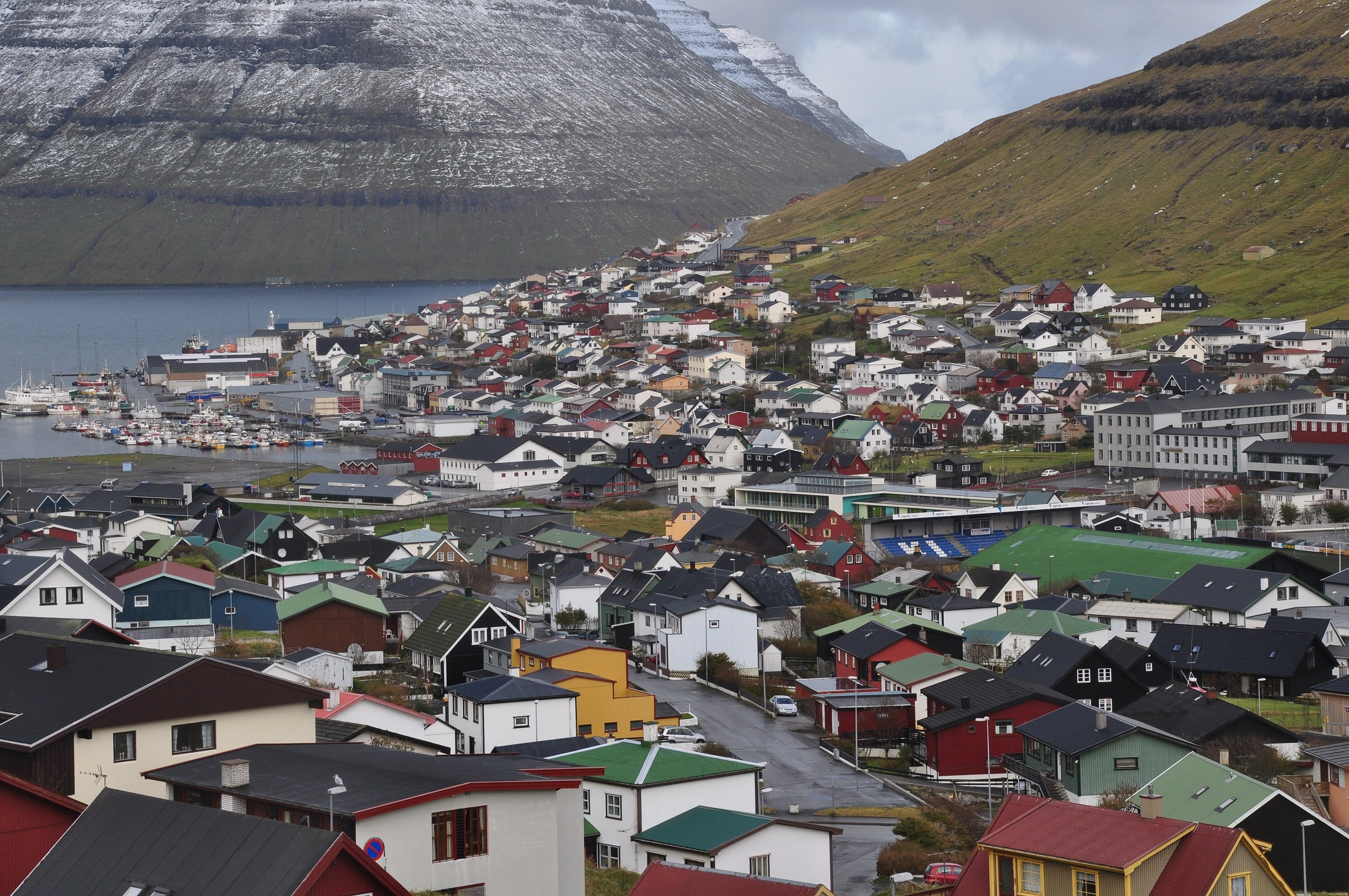
Klaksvík ist die zweitgrößte Stadt der Färöer.
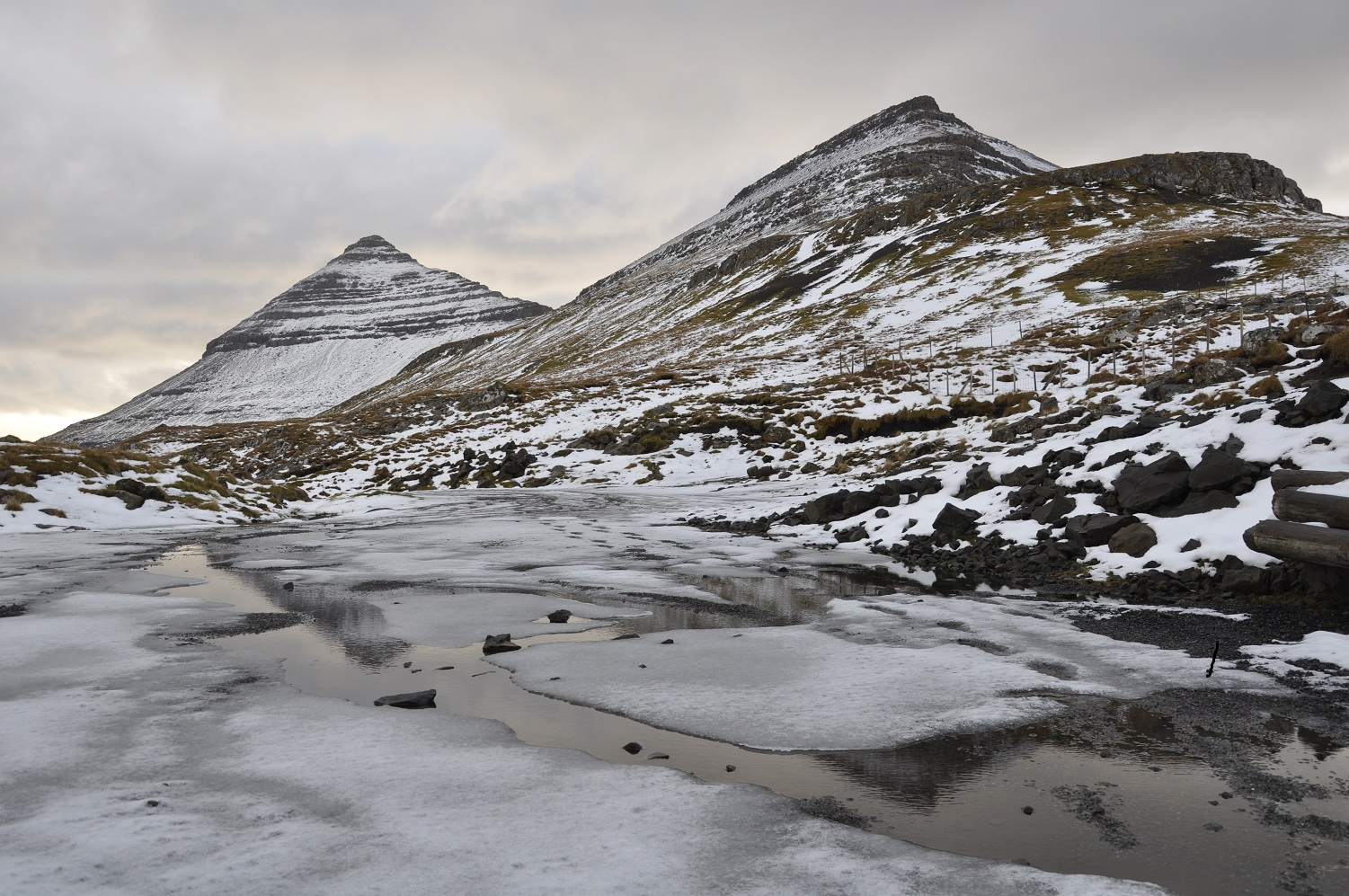
Háfjall (647 m) und Hálgafelli (503 m)
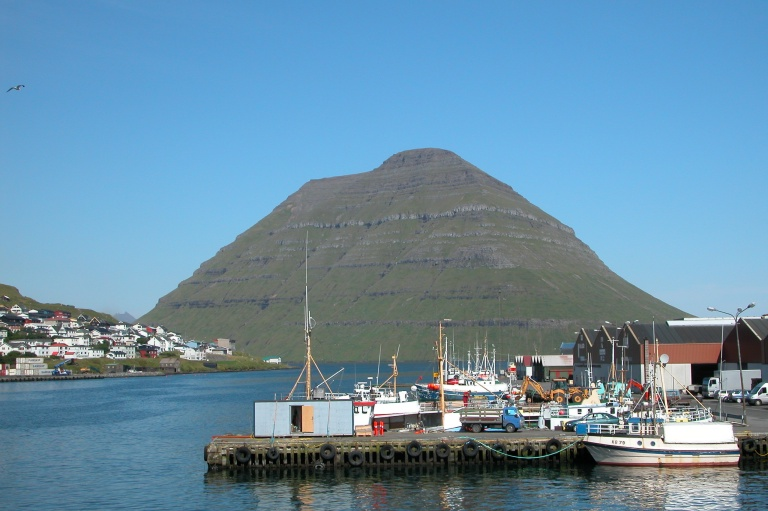
Aussicht vom Hafen auf die nördlich gelegene Insel Kunoy mit ihrer mächtigen Südspitze (703 m)
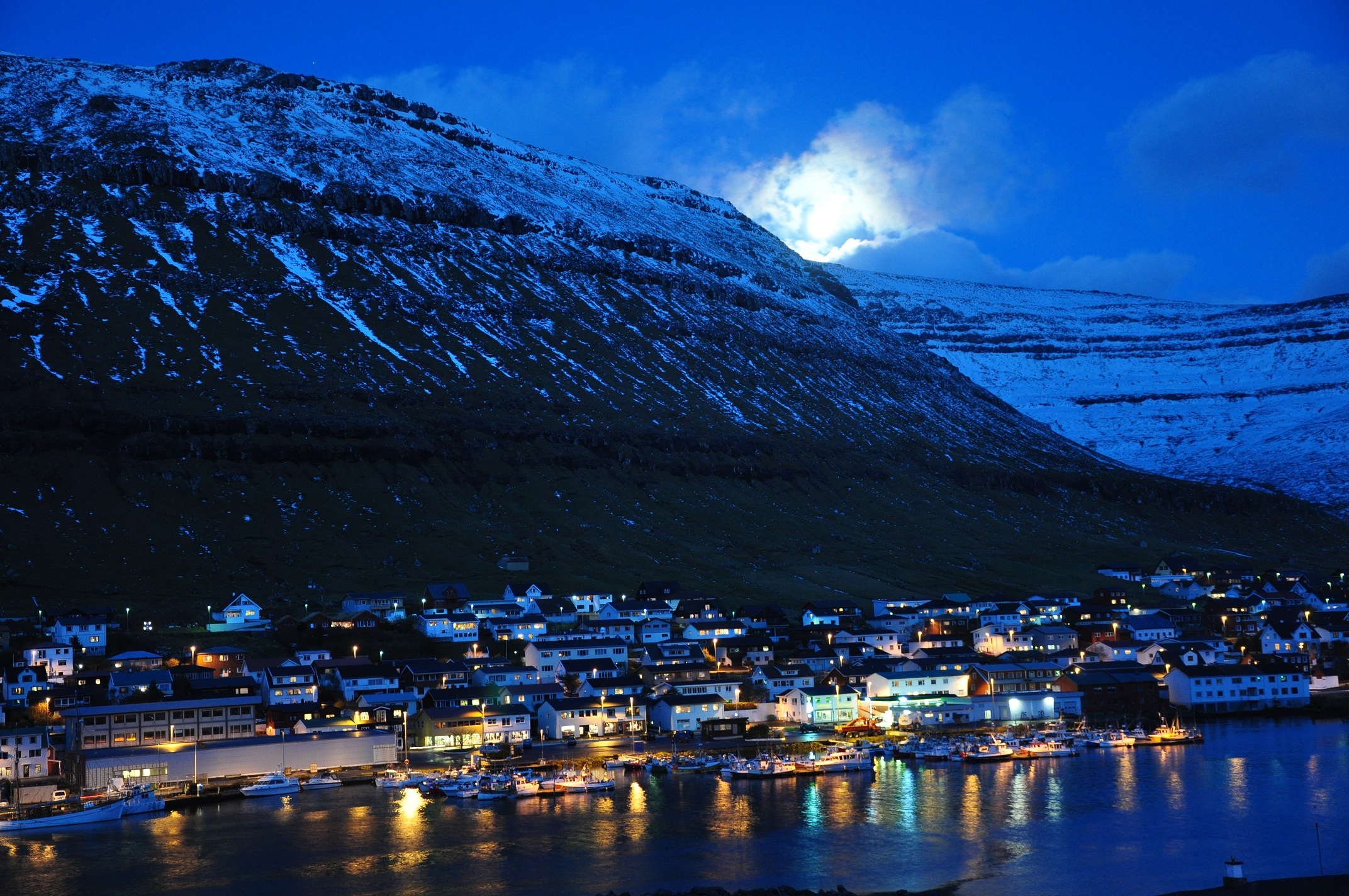
Klaksvík in der Nacht

## Geschichte
Das heutige Gebiet von Klaksvík ist seit der Wikingerzeit auf den Färöern besiedelt, wie Ausgrabungen belegen. Auch war hier eine lokale Thingstätte, das so genannte várting. Die ersten Aufzeichnungen datieren von 1584. Daraus geht hervor, dass es hier fünf Ortsteile gab:
- í Gerðum
- á Myrkjanoyri
- á Uppsølum
- í Vági
- á Norðoyri

Zusammen wurden sie von den Bewohnern der Nordinseln und Ost-Eysturoys í Bø („im Feld“) genannt. Die restlichen Färinger kannten es als í Vági oder Norðuri í Vági („im Norden in der Bucht“).
Im 19. Jahrhundert eröffnete der Königliche Monopolhandel hier eine Filiale. 1873 bildete Klaksvík zusammen mit den restlichen Nordinseln eine Kommune. Im 20. Jahrhundert wuchsen die Ortsteile zur heutigen modernen Stadt zusammen. Die Kommune Klaksvík existiert seit 1908, was als Gründungsdatum der Stadt gilt. Damals hatte die Stadt rund 700 Einwohner.
1955 gelangte der Aufstand von Klaksvík in die internationale Presse, als sich die Bewohner anschickten, einen hier praktizierenden Arzt mit Waffengewalt gegen seine Absetzung zu verteidigen, um so die Eigenständigkeit der Färöer zu unterstreichen. 
Die Einwohnerzahl betrug zu dieser Zeit bereits über 4.000, nachdem die Stadt in der ersten Hälfte des 20. Jahrhunderts ein enormes Wirtschaftswachstum erlebte. 1960 war Klaksvík der wichtigste Fischereihafen der Färöer geworden.
Im Zuge der Zusammenlegung von Kommunen gilt es als wahrscheinlich, dass Klaksvík in absehbarer Zeit zusammen mit den übrigen Nordinseln wieder eine Kommune bilden wird, in der dann rund 6.000 Menschen leben werden.

## Verkehr
Klaksvík erreicht man von der Hauptstadt Tórshavn aus auf dem Landweg durch die Berge der Inseln Streymoy und Eysturoy. Dort stieg man früher im Hafen Leirvík auf die Autofähre um, welche mehrmals täglich nach Klaksvík pendelte. 2006 wurde der Nordinselntunnel zwischen Leirvík und Klaksvík fertiggestellt. Die Busfahrt von Tórshavn dauert nun etwa anderthalb Stunden.
Fährt man von Klaksvík weiter in Richtung Nordosten, gelangt man über einen aufgeschütteten Damm auf die Insel Viðoy und dort zum nördlichsten Ort der Färöer, Viðareiði mit dem dahinter gelegenen Kap Enniberg. Auch die Insel Kunoy ist über einen aufgeschütteten Damm leicht zu erreichen. Zur Insel Kalsoy verkehrt mehrmals täglich die Fähre Sam.

## Kultur und Sehenswürdigkeiten
Eine der bekanntesten Sehenswürdigkeiten der Stadt ist die Christianskirkjan (Christianskirche) von 1963. Sie besitzt einen ca. 4.000 Jahre alten Taufstein, der ursprünglich ein heidnisches Opferbecken in Dänemark war.
Nicht weit von der Kirche entfernt kann man am Klaksvíksvegur 86 das Museum Norðoya Fornminnissavn besichtigen, das in einem alten Handelshaus von 1838 untergebracht ist. Es beherbergt u. a. eine alte Apotheke, die bis 1961 in Betrieb war.
An der Straße „Skúlavegur“ ist an der Schule das große Bronzerelief „Børn og bátur (Kinder und Boot)“ beachtenswert. Es ist  1,7 × 4,6 m groß und wurde 1976 von dem färöischen Künstler Fridtjof Joensen (geb. 1920) gestaltet.
Eine weitere sehenswerte Besonderheit in Klaksvík ist der Wald Viðarlundin úti í Grøv im Südosten der Stadt an der Landstraße 752 nach Norðoyri, ein beliebtes Ausflugsziel. Er wurde ab 1980 angelegt und bedeckt eine Fläche von 3,3 ha. Am Rand des Waldes fließt ein Bach, an dem man grillen darf. Unweit davon sind auf einer Wiese die Reste von Fundamenten eines ovalen Gebäudes aus der Wikingerzeit zu erkennen, das noch nicht freigelegt oder restauriert ist. Der Wald wurde im Januar 2006 erheblich nach Nordosten über die Landstraße 752 hinaus erweitert: Zahlreiche Bäume wurden neu gepflanzt, Bänke aufgestellt und mehrere Wege angelegt. Der Wald erstreckt sich jetzt bis zu einem Wasserfall, an dem man baden kann.
Am Meer befinden sich in der Nähe des Waldes die Reste eines alten Freibades sowie Mauerreste eines Gebäudes aus dem Mittelalter.
Klaksvík hat seit 1915 eine eigene Regionalzeitung, das Norðlýsið.
Das Musikfestival Summarfestivalur lockt jährlich tausende Besucher an. 
Der Fußballverein KÍ Klaksvík gehört zu den erfolgreichsten Vereinen der Färöer.

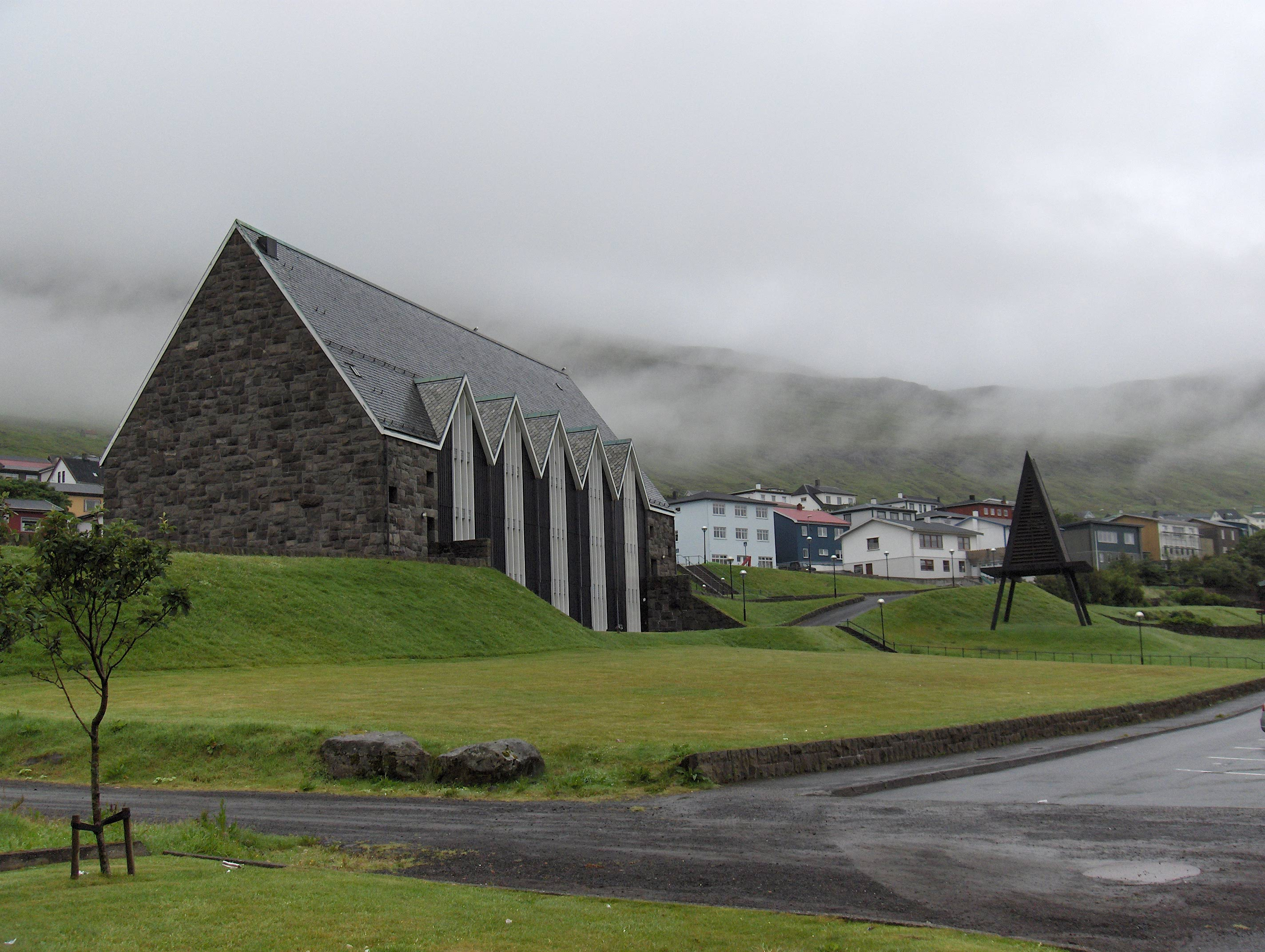
Christianskirche (1963) mit frei stehendem Glockenträger
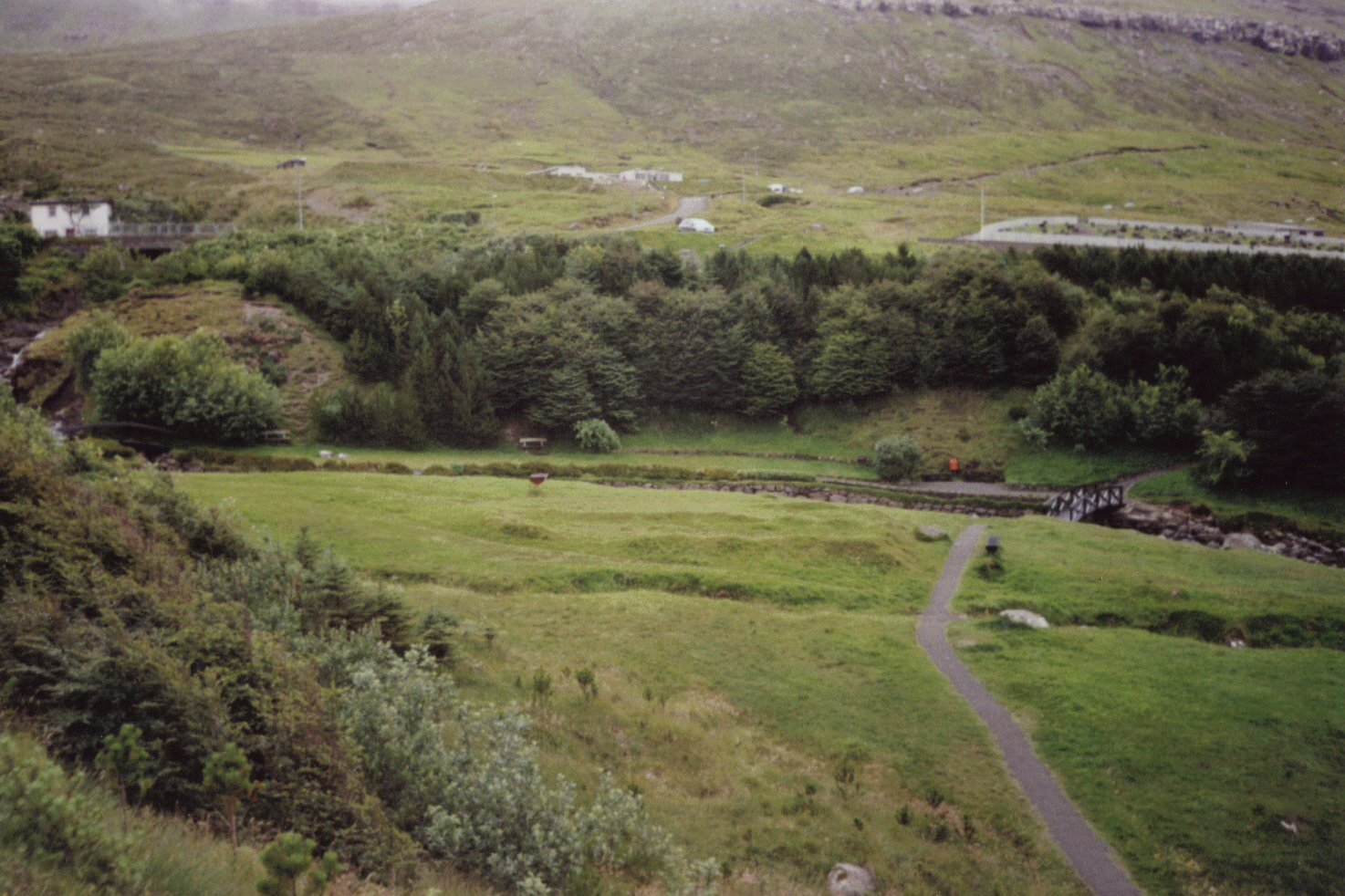
Wald am Rande von Klaksvík. Auf der Wiese die Fundamente eines ovalen Gebäudes aus der Wikingerzeit
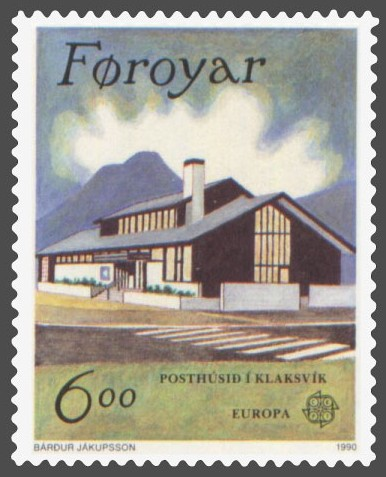
Postamt von Klaksvík auf einer Briefmarke des Postverk Føroya (Grafik von Bárður Jákupsson)

## Wirtschaft

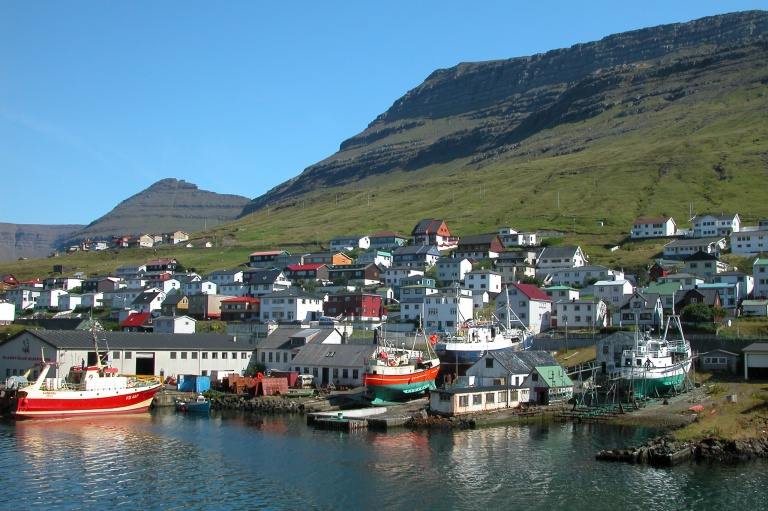
Eine kleine Werft im Hafen

Neben der Fischindustrie beheimatet Klaksvík auch die größte Brauerei des Landes: Föroya Bjór. Eine andere Brauerei, Restorffs Bryggjarí, befand sich bis 2007 in Tórshavn.

## Persönlichkeiten
- Elinborg Lützen (1919–1995), Grafikerin
- Torleif Sigurðsson (1946–2008), Sportfunktionär
- Anfinn Kallsberg (1947–2024), Politiker, ehemaliger Ministerpräsident der Färöer
- Lasse Klein (* 1950), Politiker
- Malan Marnersdóttir (* 1952), Literaturwissenschaftlerin und Rektorin der Universität der Färöer
- Edward Fuglø (* 1965), Maler, Grafiker, Bühnenbildner, Briefmarkenkünstler
- Sólrun Løkke Rasmussen (* 1968), Frau des dänischen Ministerpräsidenten Lars Løkke Rasmussen
- Hanni Bjartalíð (* 1968), Maler
- Pætur við Keldu (* 1970), Musiker und Komponist
- Allan Mørkøre (* 1971), Fußballspieler
- Aksel V. Johannesen (* 1972), Jurist und Politiker
- Rógvi Jacobsen (* 1979), Fußballspieler
- Hjalgrím Elttør (* 1983), Fußballspieler